# Động đất Negros 2012
Động đất Negros 2012 là trận động đất xảy ra vào lúc 11:49 (PST), ngày 6 tháng 2 năm 2012. Trận động đất có cường độ 6.7 richter, tâm chấn độ sâu khoảng 10 km. Không có cảnh báo sóng thần cho trận động đất này. Hậu quả trận động đất đã làm 113 người chết, 112 người bị thương.

## Thang địa chấn
| PEIS | Địa điểm |
| ---- | --- |
| VII  | Dumaguete; Vallehermoso, Tayasan Negros Oriental |
| VI   | La Carlota và La Castellana, Negros Occidental; Argao, Cebu |
| V    | Roxas; Dao and Ivisan, Capiz; Iloilo; Ayungon, Negros Oriental; Kanlaon; Lapu-lapu; Guimaras; Cebu; San Carlos; Bacolod; Sagay; Tagbilaran; Candoni, Binalbagan, Negros Occidental. |
| IV   | San Jose de Buenavista, Pandan, Anini-y, Patnungon, Antique; Kalibo, Aklan; Dipolog; Sipalay, Negros Occidental; Ormoc                                                              |
| III  | Butuan, Agusan del Norte; Legaspi, Albay; Carmen, Cagayan de Oro; Tacloban; Catbalogan; Saint Bernard, Southern Leyte; Masbate, Masbate; Cagayan de Oro                             |
| II   | Cabid-an, Sorsogon; Borongan, Eastern Samar; Mambajao, Camiguin |
| I    | Pagadian |